# Castel San Niccolò
Castel San Niccolò è un comune italiano sparso di 2 492 abitanti della provincia di Arezzo in Toscana.
Capoluogo del comune è Strada in Casentino, il più grande tra gli abitati, con poco meno di 2 000 abitanti. Le frazioni più grandi sono Cetica e Borgo alla Collina.
In tutta l'area è importante la coltivazione di abeti, da destinarsi ad alberi di Natale. Crescente è l'importanza del turismo nella zona.

## Storia

### Simboli
Lo stemma è stato riconosciuto con decreto del capo del governo del 3 giugno 1929.
Il gonfalone è un drappo di azzurro.

## Monumenti e luoghi di interesse

### Architetture religiose
- Pieve di San Martino a Vado, una delle più importanti chiese romaniche del Casentino, risalente allXI secolo, del quale periodo conserva anche la facciata originaria.
- Oratorio della Visitazione della Madonna a Strada, sorto nel Cinquecento per il borgo di Strada, divenuto troppo popoloso e che necessitava di un luogo per le funzioni religiose, ma ristrutturato nel 1751.
- Chiesa di San Giovanni Battista a Prato di Strada, edificata nel XV secolo, nel centro del paese, che ospita all'interno un affresco restaurato della Madonna della Consolazione datato XVI secolo.
- Chiesa di Santa Maria a Spalanni, dove sono due opere di Francesco Mati: una Madonna del Rosario e Santi del 1605 all'altare maggiore, ma proveniente dalla Pieve di San Martino a Vado ed una Maddalena Penitente, cronologicamente non lontana dall'altra e caratterizzata da un fare pittorico vivace e lumeggiato.[6]
- Chiesa di San Donato a Borgo alla Collina
- Chiesa di San Michele Arcangelo a Cetica, di origine vallombrosana. Si tratta di una chiesa romanica alla cui navata centrale vennero successivamente aggiunte quelle laterali. Al suo interno ospita una tempera quattrocentesca su tavola, realizzata dal fiorentino Pesellino, conosciuto come Francesco Di Stefano, intitolata Madonna con Bambino; un trittico raffigurante Madonna con bambino e Santi, tempera su tavola del 1357 di Taddeo Gaddi e infine un olio su tavola di Cosimo Dati, intitolato Madonna del Rosario.
- Chiesa del Santissimo Crocifisso a Pagliericcio, che ospita un trittico raffigurante la Madonna con Bambino e santi, datata 1357 e riferita al Maestro di Barberino.
- oratorio di Santa Maria a Isola a Rifiglio

### Architetture civili
- Castello dei Conti Guidi in località Castello: Il castello, anticamente chiamato Corte in Vado, durante il Medioevo, divideva le Repubbliche di Arezzo e di Firenze e nel 1253 passò dal conte Guido Novello al conte Guido Novello di Modigliana, esponente sempre della famiglia dei Conti Guidi. La rocca rimase in possesso dei Conti Guidi fino al 1440, quando poi subì delle modifiche diventando la residenza dei podestà fiorentini fino ai primi anni del Settecento. Quando il podestà si trasferì a Poppi, l'antico castello divenne una casa coloniale. Ristrutturato nel 1970 divenne di nuovo accessibile ai visitatori. L'accesso al castello è assicurato da una rampa di scale che sale ad una porta archiacuta aperta nelle mura, che immette alla Piazza d'Armi. Sulla destra il Palazzo è formato da quattro distinte parti (alcune visitabili), al quale si accede tramite cortile e scalinate. L'ala destra del piano superiore presenta bifore sormontate dallo stemma dell'Arte della Lana: all'interno della sala si nota un affresco quattrocentesco di scuola fiorentina rappresentante l'Annunciazione.

## Società

### Etnie e minoranze straniere
Secondo i dati ISTAT al 31 dicembre 2009 la popolazione straniera residente era di 224 persone. Le nazionalità maggiormente rappresentate in base alla loro percentuale sul totale della popolazione residente erano:
- Romania 117 4,17%
- Macedonia del Nord 40 1,43%

## Cultura

### Musei
- il Museo della civiltà castellana, all'interno dell'ex chiesa di San Niccolò, che fa parte del percorso del sistema della civiltà castellana.
- il Museo della Pietra Lavorata, inaugurato nell'ottobre 2012 all'interno dell'ex Collegio Gesuita a Strada, nasce con l'intento di documentare, studiare, interpretare e tramandare il patrimonio culturale e monumentale legato alla pietra serena nella valle del Solano. Il museo è suddiviso in sezioni che affrontano tematiche che vedono protagonista la pietra nel paesaggio, nell'architettura medievale, nelle leggende, nella lavorazione tradizionale praticata dalle famiglie degli scalpellini di Strada in Casentino che da secoli si tramandano questo antico mestiere. Lo stesso capoluogo del comune è infatti conosciuto anche come Paese della Pietra Lavorata, proprio per la presenza in tutto il territorio delle antiche cave di pietra serena. Ogni due anni si celebra la Biennale della Pietra Lavorata, alla quale giungono artisti, scultori e scalpellini di tutta l'Italia e tutto il mondo.

## Geografia antropica
Il comune di Castel San Niccolò è diviso in molte frazioni, alcune delle quali sono più rilevanti dal punto di vista demografico e storico-culturale.

### Borgo alla Collina
Frazione del comune di Castel San Niccolò, divide la Valle dell'Arno dalla Valle del Solano. È un borgo medievale, che fu possedimento del ramo della famiglia dei Conti Guidi di Poppi. Borgo alla Collina, grazie alla sua posizione rialzata su una collina, da cui è tratto il medesimo nome, fu un grande possedimento feudale. Dal Quattrocento iniziò a far parte dei territori amministrati dalla Repubblica Fiorentina, anche se la sua comunità conservò l'autonomia e statuti propri fino al 1776 quando si verificò l'ingresso nel Comune di Castel San Niccolò a seguito della riforma granducale.
Borgo alla Collina conserva l'omonimo Castello, eretto tra i secoli XI-XII, che tuttavia non spicca sulla piccola cittadina medievale, intreccio di viuzze con case unite le une alle altre, denominata “il borghetto”. Il Castello presenta a sud un arco che, insieme alla Porta Orgi, costituisce uno dei due ingressi della città. La Porta Orgi conduce invece tramite un percorso campestre all'oratorio di Sant'Agata di Orgi (X secolo), in cui è presente l'omonimo crocefisso portato in processione durante le feste agresti. La torre quadrata del Castello è originale, mentre l'intero corpo centrale è stato restaurato dopo l'ultimo conflitto mondiale.
Alla fine del Quattrocento il Castello fu concesso a Cristoforo Landino, umanista e segretario della Repubblica Fiorentina, per i servigi resi. La Tomba monumentale di Cristoforo Landino realizzata nel 1848 e lo Sposalizio mistico di Santa Caterina, realizzato nel 1423 dal cosiddetto Maestro di Borgo alla Collina, si trovano nella chiesa parrocchiale di San Donato, posta al centro del paese. Il castello oggi ospita l'Accademia Casentinese di Lettere, Arti, Scienze ed Economia.

### Castello
La località del comune denominata Castello sorge su uno sperone roccioso collocato su un poggio anticamente chiamato Ghianzuolo, ed è costituita dal Castello che dà nome al comune e da un agglomerato di case sorto successivamente fuori dalle mura del castello. Il castello, che anticamente divideva le Repubbliche di Arezzo e di Firenze, fu costruito dai Conti Guidi, ai quali rimase fino al 1440, quando poi divenne la residenza dei podestà fiorentini fino ai primi anni del Settecento. Trasferita la podesteria a Poppi, l'antico castello fu alienato e fu di nuovo aperto al pubblico dopo i restauri del 1970. 

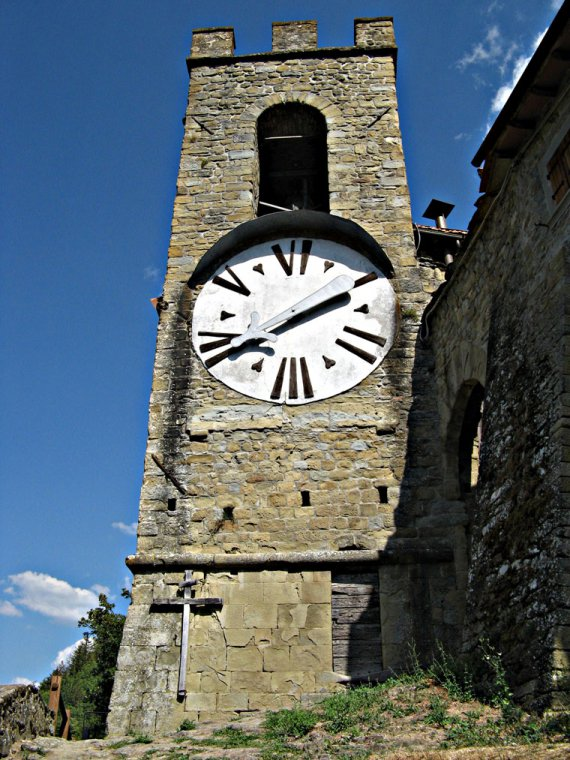
Orologio del Castello, Castel San Niccolò

Il borgo castellano sorto intorno al castello è costituito da case di pietra e presenta all'ingresso una grossa torre civica quadrata che possiede due orologi a sei cifre, aventi ognuno una sola lancetta che indica le ore. La peculiarità di entrambi gli orologi, consiste nel fatto che l'unica lancetta nell'arco di ventiquattro ore fra ben quattro giri. Nel Medioevo infatti, la suddivisione delle ore nella giornata avveniva a gruppi di sei ore e ogni gruppo possedeva i propri momenti di riposo e preghiera. I gruppi 6-12 e 12-18 erano considerati diurni mentre 18-24 e 24-6 notturni. Inoltre anticamente nessuno possedeva orologi e di conseguenza le ore dovevano essere ben scandite e lette da lontano. Questi orologi tuttavia non causavano fraintendimenti su che ora fosse per il semplice fatto che alla segnalazione dell'ora da parte di questi ultimi si aggiungevano anche i rintocchi di una grossa campana allo scoccare di ogni ora e la conoscenza specifica da parte degli abitanti della valle della luce del giorno e dell'altezza del sole. I due orologi hanno entrambi una circonferenza di diversi metri in quanto vengono riportanti solo sei numeri a una distanza di 60º l'uno dall'altro, differentemente da un orologio classico che vede i numeri raffiguranti le ore posti a 30º l'uno dall'altro. Questo permetteva una vista migliore della posizione della lancetta tra le ore anche a più lunga distanza.
A fianco della torre dell'orologio è presente un edificio rettangolare con finestra a feritoie, che un tempo era la chiesa parrocchiale di Castel San Niccolò, oggi restaurata e adibita a piccolo Museo della civiltà castellana. Alla destra della torre si nota la Podesteria di Castel San Niccolò, prima sede amministrativa comunale, vicina alla Cappella del Crocefisso, al cui interno ospita un Crocifisso con la Madonna e San Giovanni, datato 1439, e secondo una leggenda popolare dipinto da un prigioniero con l'uso di una mollica di pane. Di fronte alla Podesteria si erge il Castello, al quale si accede con una rampa di scale.

### Cetica
Cetica è una delle più popolose frazione del comune, posta ad un'altezza che varia dai 600 ai 1 200 metri, incastonata nel verde dei boschi del Pratomagno. Questa località conserva i tre nuclei storici di cui era formata, San Michele, Santa Maria e San Pancrazio, intorno ai quali si sono creati dei piccoli borghi disseminati tra campi terrazzati, grazie allo stanziamento di alcuni nuclei familiari. I borghi più conosciuti sono: Castagneto, Casenzi, Casandoni, Campareccia, Poggio, Poggiolo, Susanto, Borgo Piano, Fattoria, Campolupoli, Cafio, Callagnolo e La Porta.

Nel borgo di Casenzi si trova il Ponte Romanico di epoca medievale in pietra, ristrutturato nel 2011, che attraversa il torrente Solano, nel quale si nota un mulino ad acqua dismesso, in una situazione di completo degrado. Il ponte portava a un castello, denominato Castello di Cetica, di epoca medievale, del quale rimangono solo alcuni ruderi. Tra i borghi Fattoria e Campolupoli è presente il Mulino del Balenaio, non più funzionante.

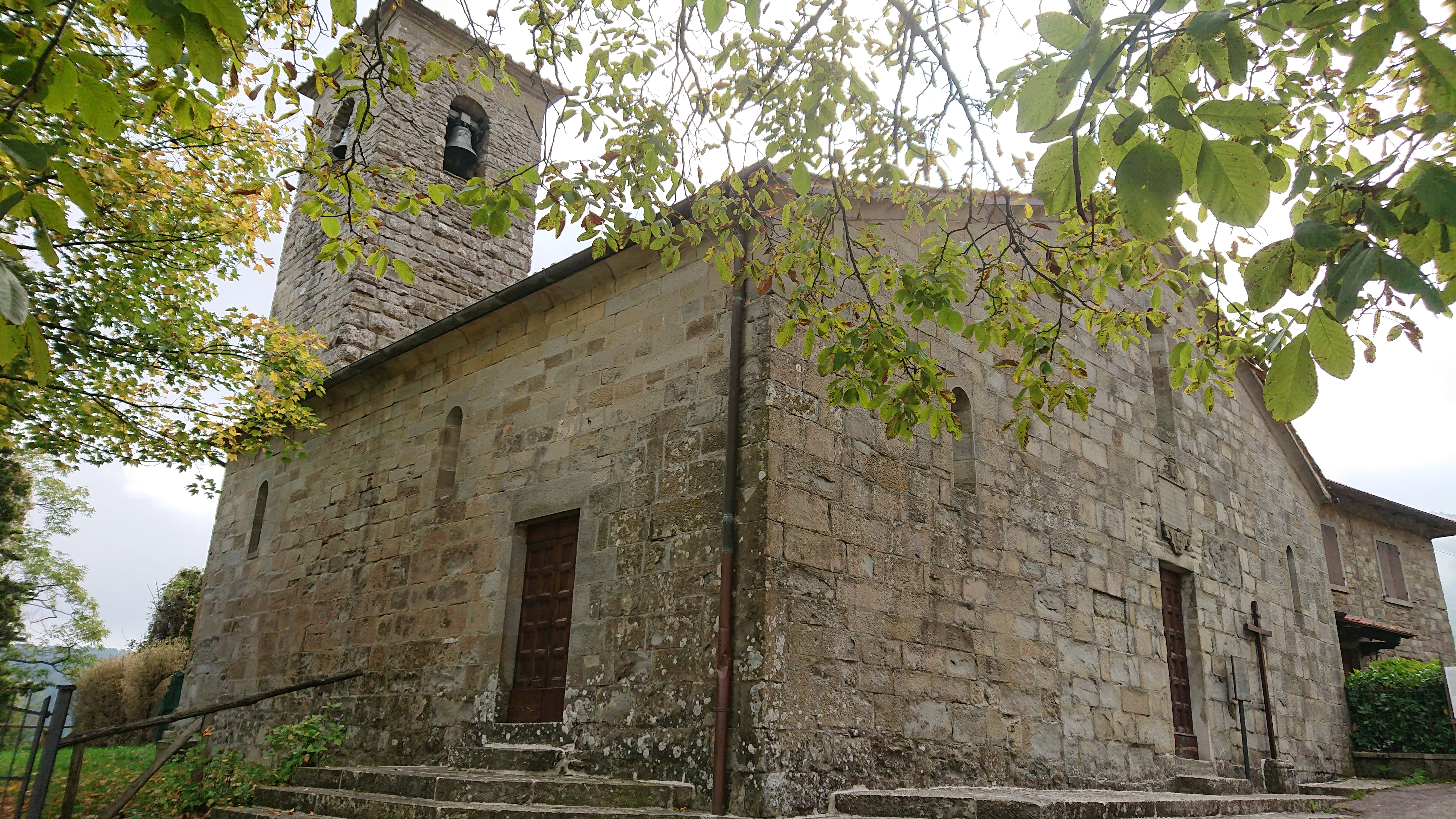
Chiesa di San Michele Arcangelo

Nel nucleo di San Michele è presente l'omonima chiesa, posta al centro del paese e vicino ad essa è presente il Museo del Carbonaio, curato dalla Proloco “I Tre Confini” di Cetica, nel quale si può prendere coscienza del mestiere del carbonaio (stile di vita, capanna, strumentario e carbonaia ricostruita in dimensioni reali), che è stato fino verso la metà del XX secolo una delle attività più rappresentative di tutto il comune di Castel San Niccolò. Accanto al museo è presente anche la Banca della Memoria, ospitata nell'ex scuola elementare del paese, che si propone come conservatrice della vita rurale della popolazione di Cetica, portando avanti i temi dell'educazione alimentare, delle manifatture tradizionali e della resistenza partigiana nel secondo conflitto mondiale. Inoltre la località è resa famosa anche per la sua produzione di castagne, marroni, fagioli, funghi porcini e per la patata rossa di Cetica.
A 3 km da Cetica, raggiungibile salendo a 1 200 metri attraverso una strada sterrata, si trova il Bagno di Cetica, adesso piccolo centro di turismo, costituito da una locanda con stabilimento balneare, già noto in antichità e conosciuto per le sue acque gelide e dalle proprietà curative: durante il Medioevo, e di nuovo a partire dal XVII secolo, divenne meta di pellegrinaggi.

### Pagliericcio
Pagliericcio è un piccolo borgo famoso per la sua antica produzione di lane, esportate a Firenze e a Prato fino a metà del XX secolo, e per la sua fonderia che forniva nei secoli XV-XVIII prodotti finiti o semilavorati all'intera Valle del Solano e dell'Arno. Sorge ancor oggi alla confluenza del torrente Scheggia col fiume Solano, ma ebbe origini romane e anticamente era amministrato dalle genti di San Pancrazio di Cetica. Nella località Mulino Vecchio all'interno del paese e in prossimità del fiume, si erge ancora il Mulino Grifoni, che risale alla prima metà del Seicento ed è ancora attivo grazie alla produzione di farine macinate con la forza dell'acqua. Al centro del paese è presente la chiesa del Santissimo Crocifisso. 

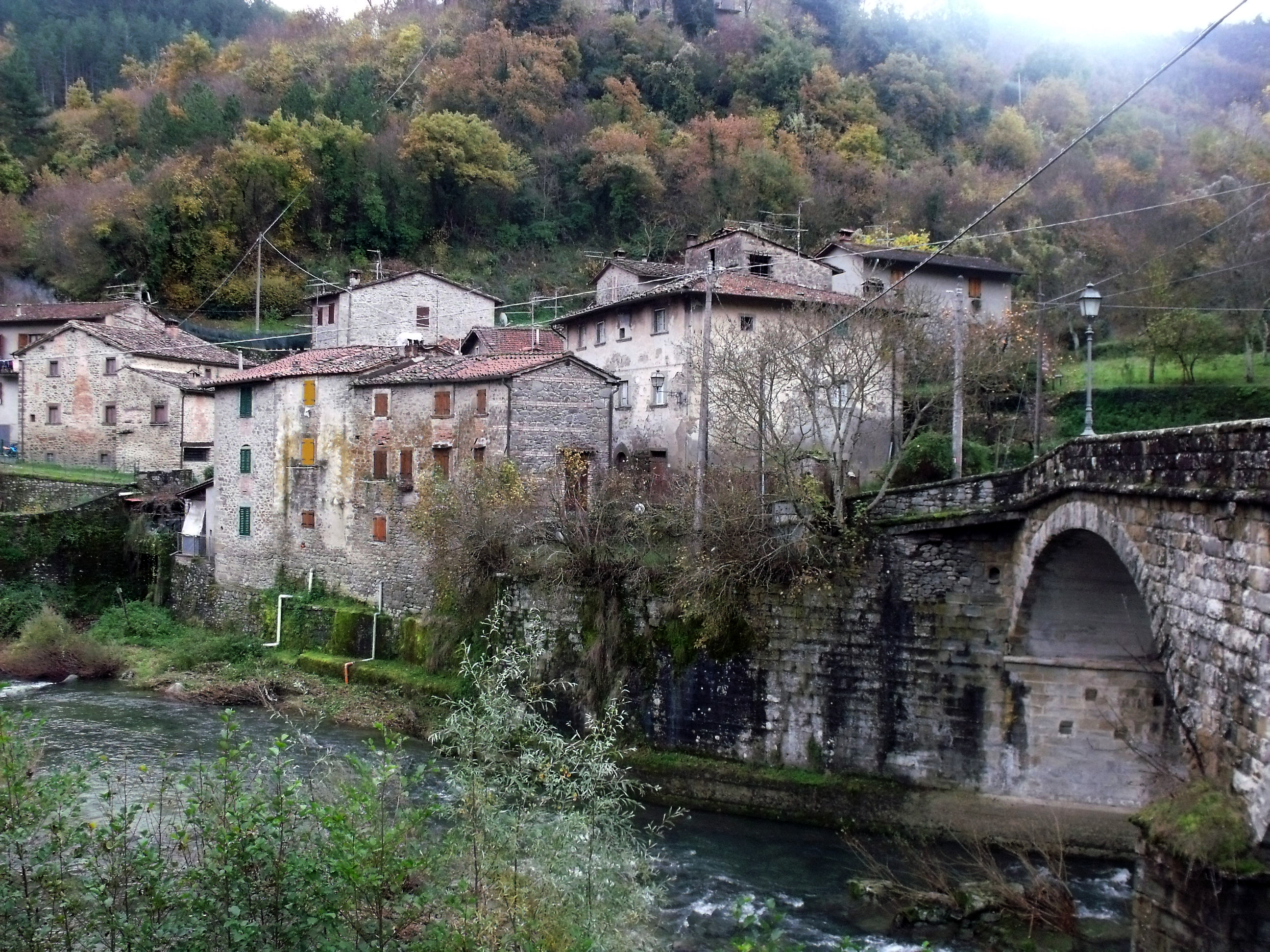
Ponte sul fiume Solano a Strada in Casentino per raggiungere Castel San Niccolò

### Pratalutoli
Località di passaggio, è una frazione del comune che collega Pagliericcio a Cetica. Molto piccola e con poche case di pietra serena abitate, presenta una piccola cappella, dove una lapide commemorativa ricorda i giovani del paese caduti al momento dell'invasione nazifascista nella lotta di liberazione.

### Prato di Strada
Prato di Strada è un piccolo borgo sorto in zona pianeggiante ai lati della strada che costeggia il fiume Solano, non distante dalla più grande frazione del comune, Strada. Il borgo inizia a svilupparsi grazie all'arte dei calzolai e della lavorazione della lana nell'Ottocento, ma negli anni cinquanta questi due mestieri vengono sostituiti dalla potente produzione di olio di un frantoio artigianale. Di fronte alla chiesa di San Giovanni Battista c'è un ospizio per i boscaioli gestito dalle Suore Orsoline di Somasca. Durante la penultima domenica di giugno, in onore della festa per il patrono San Giovanni Battista, viene allestita la Festa della Ciliegia.

### Rifiglio
Piccolo borgo che sorge alla confluenza del medesimo torrente col fiume Solano, deve la sua origine ad un antichissimo oratorio sorto in località Isola e dedicato alla Madonna, Santa Maria a Isola. Quest'oratorio, adibito a rifugio per pellegrini e viandanti, venne completamente distrutto nel 1944 dalle truppe tedesche che si ritiravano dalla località e fu ricostruito nel dopoguerra. A poca distanza dall'oratorio, sulla riva sinistra del fiume Solano, è presente la località Le Gualchiere, dove anticamente si produceva la lana.

### Strada in Casentino
Capoluogo del comune e anticamente chiamata Il Borgo alla Strada, per distinguersi da Borgo alla Collina, nacque come luogo di mercato di tutta la Valle del Solano, sorto in prossimità di Castel San Niccolò. Era facilmente raggiungibile grazie alla pieve di San Martino a Vado, costruita dai Conti Guidi nell'XI secolo, che costituiva un facile “guado” sul fiume Solano. Con un decreto del Granduca di Toscana, Pietro Leopoldo, nel 1776 Strada divenne capoluogo del comune; fu la prima sede podestarile e in seguito centro amministrativo e sede comunale.

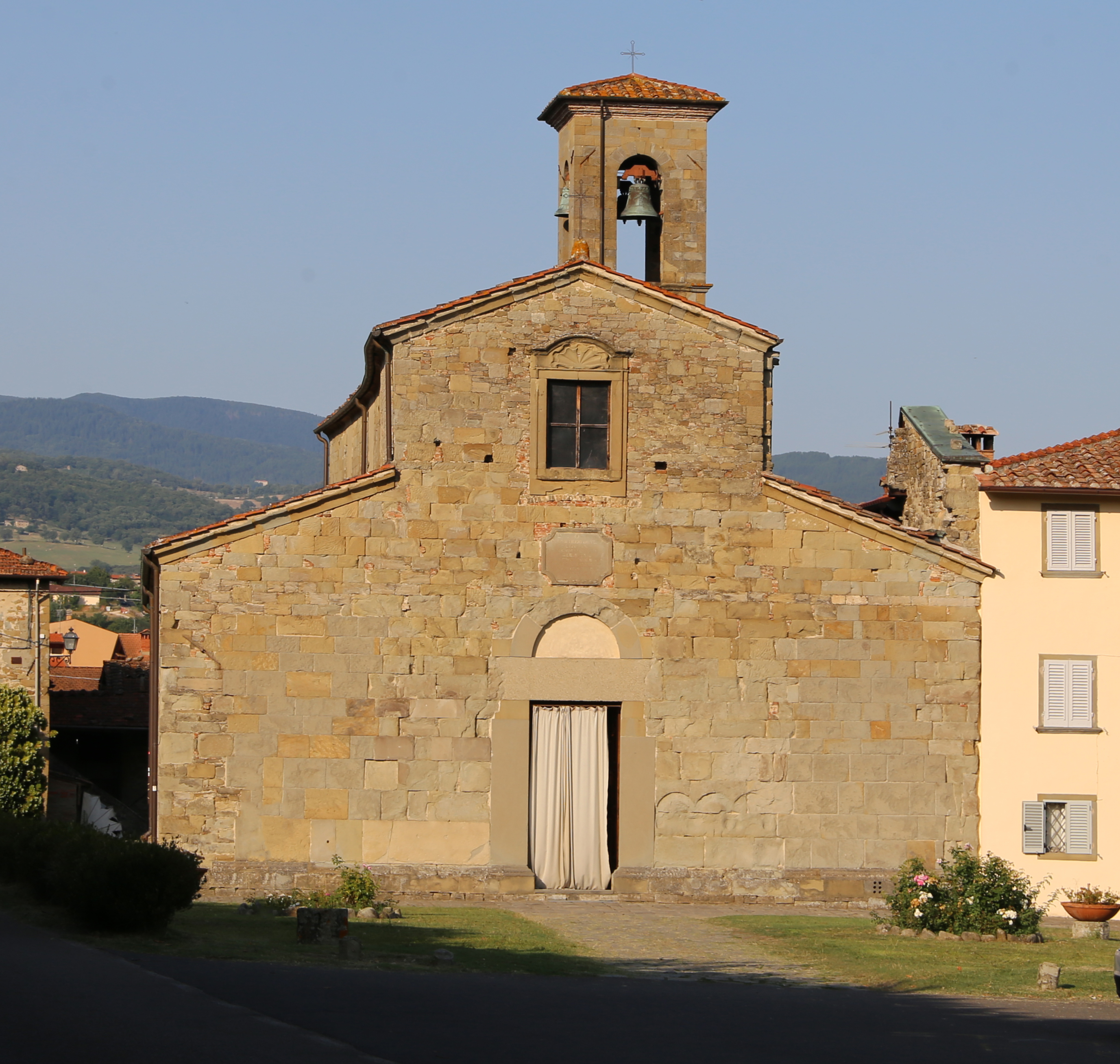
Pieve di San Martino a Vado, Strada in Casentino

Fuori dal paese è la Pieve di San Martino a Vado, centro religioso del territorio, mentre il centro dell'abitato è costituito da piazza Matteotti, contornata da due austeri palazzi: Palazzo Vettori, al cui fianco è posta l'oratorio della Visitazione, e il Palazzo Vettori-Tommasi. A fianco della piazza sono presenti le logge del Grano, a cinque campate con archi a tutto sesto in pietra serena e copertura a padiglioni di antica fattura. Sotto le logge si svolge il mercato settimanale del paese. Vicino alle logge è presente l'antica sede podestarile e comunale che dopo una ristrutturazione è stata adibita a biblioteca.
Legato alla storia di Strada è il "Collegio", possente struttura settecentesca posta in località panoramica immediatamente sopra il centro abitato, utilizzata un tempo come Seminario prima dai Gesuiti, poi dai Salesiani e infine dalla diocesi di Fiesole. Attualmente è in parte utilizzata con finalità residenziali pubbliche ed in parte, dall'ottobre 2012 è sede del Museo della Pietra Lavorata.

## Amministrazione
Di seguito è presentata una tabella relativa alle amministrazioni che si sono succedute in questo comune.
| Periodo          | Periodo        | Primo cittadino           | Partito                                                        | Carica  | Note  |
| ---------------- | -------------- | ------------------------- | -------------------------------------------------------------- | ------- | ----- |
| 2 settembre 1985 | 21 giugno 1990 | Vincenzo Ceccarelli       | Partito Comunista Italiano                                     | Sindaco | [ 7 ] |
| 21 giugno 1990   | 24 aprile 1995 | Vincenzo Ceccarelli       | Partito Democratico della Sinistra, Partito Comunista Italiano | Sindaco | [ 7 ] |
| 24 aprile 1995   | 28 giugno 1999 | Pietro Alberto Giangrasso | centro-sinistra                                                | Sindaco | [ 7 ] |
| 28 giugno 1999   | 14 giugno 2004 | Giorgio Trevisan          | centro-sinistra                                                | Sindaco | [ 7 ] |
| 14 giugno 2004   | 8 giugno 2009  | Paolo Renzetti            | centro-sinistra                                                | Sindaco | [ 7 ] |
| 8 giugno 2009    | 26 maggio 2014 | Paolo Renzetti            | centro-sinistra                                                | Sindaco | [ 7 ] |
| 26 maggio 2014   | 27 maggio 2019 | Paolo Agostini            | lista civica Insieme per Castel San Niccolò                    | Sindaco | [ 7 ] |
| 27 maggio 2019   | in carica      | Antonio Fani              | lista civica Costruire per crescere                            | Sindaco | [ 7 ] |

### Gemellaggi
- Pégomas, dal 1988[8]